# Stephen Tompkinson
Stephen Phillip Tompkinson (Stockton-on-Tees, 15 ottobre 1965) è un attore britannico, attivo in campo teatrale, televisivo e cinematografico.

## Biografia
Ha studiato recitazione alla Central School of Speech and Drama, laureandosi nel 1988. Negli anni successivi ha recitato di frequente in televisione e sulle scene del West End londinesi, sia in ruoli principali che da caratterista. È noto soprattutto per aver interpretato il protagonista Danny Trevanion nella serie TV Cuore d'Africa dal 2006 al 2013.
Dopo il divorzio da Celia Anastasia, Stephen Tompkinson è stato fidanzato con Dervla Kirwan. Successivamente si è sposato con Nicci Taylor, da cui ha divorziato nel 2006 dopo aver avuto la figlia Daisy Ellen. Dal 2007 è impegnato in una relazione con Elaine Young.

## Filmografia parziale

### Cinema
- Grazie, signora Thatcher (Brassed Off), regia di Mark Herman (1996)

### Televisione
- Nemici amici (Never the Twain) – serie TV, 1 episodio (1988)
- Casualty – serie TV, 1 episodio (1989)
- Father Ted – serie TV, 1 episodio (1996)
- Ballykissangel – serie TV, 22 episodi (1996-1998)
- Miss Marple (Agatha Christie's Marple) – serie TV, episodio 1x02 (2004)
- New Tricks - Nuove tracce per vecchie volpi (New Tricks) – serie TV, 1 episodio (2005)
- Dalziel and Pascoe – serie TV, 1 episodio (2006)
- Prime Suspect – serie TV, 1 episodio (2006)
- Cuore d'Africa (Wild at Heart) – serie TV, 66 episodi (2006-2013)
- Trollied – serie TV, 27 episodi  (2014-2018)

### Doppiaggio
- Bob aggiustatutto (Bob the Builder) - serie TV, 1 episodio (2001)

## Teatro (parziale)
- Pene d'amor perdute, di William Shakespeare. Royal Exchange di Manchester (1992)
- Il Tartuffo, di Molière. Tour britannico (1998)
- Art, di Yasmina Reza. Wyndham's Theatre di Londra (2000)
- Arsenico e vecchi merletti, di Joseph Kesselring. Novello Theatre di Londra (2003)
- La tragedia del vendicatore, di Thomas Middleton. Royal Exchange di Manchester (2008)
- Monty Python's Spamalot, libretto di Eric Idle, colonna sonora di Idle e John Du Prez. Playhouse Theatre di Londra (2012)
- A Christmas Carol, di Jack Thorne. Old Vic di Londra (2018)
- Art, di Yasmina Reza. Tour britannico (2019)

## Doppiatori italiani
- Tony Sansone in Cuore d'Africa
- Claudio Capone in Cuore d'Africa
- Sergio Di Stefano in Cuore d'Africa
- Franco Mannella in Cuore d'Africa